# Odars
Odars – miejscowość i gmina we Francji, w regionie Oksytania, w departamencie Górna Garonna.
Według danych na rok 1990 gminę zamieszkiwało 527 osób, a gęstość zaludnienia wynosiła 79 osób/km² (wśród 3020 gmin regionu Midi-Pyrénées Odars plasuje się na 571. miejscu pod względem liczby ludności, natomiast pod względem powierzchni na miejscu 1354.).